# ジャパンドリーム
株式会社ジャパンドリームは、東京都新宿区にある日本の芸能事務所。

## 概要
- 2013年10月設立。
- 代表取締役：池田智史
- 事業内容：タレント、モデルのマネージメント・プロデュースほか　キャステイングイベント企画運営

## 所属
- Chappy - ものまねタレント